# Пирлинг, Павел Осипович
Павел Осипович Пирлинг (20 мая 1840 года, Санкт-Петербург — 25 февраля 1922 года, Брюссель) — русский историк, архивист, католический священник немецкого происхождения, иезуит.

## Биография

### Ранние годы и образование
Павел Осипович Пирлинг родился 20 мая 1840 года в Санкт-Петербурге в католической семье немецкого происхождения. Его предки переселились в Россию в середине XVIII века и были тесно связаны с деятельностью Общества Иисуса, сохранявшегося в Российской империи благодаря покровительству Екатерины II. Прадед Пирлинга, Андрей, был одним из фундаторов храма Святой Екатерины в Санкт-Петербурге. Отец, Иосиф Пирлинг, после смерти жены вступил в Общество Иисуса в 1858 году в возрасте 48 лет, а дядя, Яков Пирлинг, занимал высокую должность ассистента генерала ордена для Германии с 1850 по 1870 год.
В 1856 году Павел окончил гимназию в Санкт-Петербурге, продемонстрировав отличные успехи в изучении Закона Божьего, латыни, немецкого и французского языков. В том же году он вступил в новициат Общества Иисуса, следуя семейной традиции. Для продолжения образования он отправился за границу: в 1856 году начал обучение в Баумгартенберге (Австрия), затем с 1860 по 1862 год проходил курс философии в Пресбурге (ныне Братислава), с 1862 по 1864 год изучал богословие в Григорианском университете в Риме, а с 1866 по 1869 год завершил обучение в Инсбруке. В 1869 году Пирлинг был рукоположён в сан священника.
С момента вступления в новициат он находился в постоянной переписке с дядей Яковом, который поддерживал его выбор и возлагал на него большие надежды, видя в нём «многообещающего молодого человека», способного стать «орудием Провидения». В 1864 году у Пирлинга возникли проблемы со здоровьем (заболевание сердца), и врачи рекомендовали ему полный отдых, однако он продолжил занятия. По совету дяди Якова он поддерживал знание русского языка, читая русские произведения, что было важно для его будущей деятельности среди русских иезуитов.

### Деятельность в Обществе Иисуса
В 1857 году Пирлинг начал переписку с группой русских иезуитов в Париже — Иваном Сергеевичем Гагариным, Иваном Матвеевичем Мартыновым и Евгением Петровичем Балабиным. Они обсуждали миссию ордена и вопросы сохранения русского языка, что стало важной частью его подготовки к служению. В 1860 году его старший брат Иосиф, также вступивший в орден, умер, что стало личной утратой для семьи.
С 1871 по 1876 год Пирлинг исполнял обязанности секретаря Генеральной курии Общества Иисуса в Риме, продолжая развивать интерес к историческим исследованиям. В 1877 году он переехал в Париж, где получил назначение на должность хранителя Славянской библиотеки, основанной И. С. Гагариным в 1855 году. Эту должность он занимал до конца жизни, активно собирая документы и пополняя фонды библиотеки.
В 1879 году Конгрегация пропаганды веры поручила ему миссию в Болгарию, что стало кратковременным эпизодом в его деятельности, после чего он вернулся к работе в Париже. Во Франции Пирлинг исполнял обязанности священника: Парижский архиепископ предоставил ему право исповедовать и читать проповеди в период Адвента и Великого поста, а его пастырские полномочия подтверждались Могилёвской архиепархией. Также он получил разрешение совершать таинство причастия в 1872, 1873 и 1880 годах. На протяжении всей жизни он сохранял российское подданство, о чём свидетельствуют сохранившиеся документы: заграничный паспорт 1903 года и удостоверение личности 1915 года.

### Последние годы и смерть
В 1901 году, в связи с принятием во Франции антиклерикального закона, ограничивающего деятельность религиозных организаций, Пирлинг организовал перевозку большей части Славянской библиотеки в Брюссель, договорившись с бельгийскими болландистами о временном размещении собрания. В 1908 году он окончательно переехал в Брюссель, забрав с собой оставшиеся книги и рукописи, и провёл там последние годы жизни, продолжая работу над библиотекой и исследованиями.
Павел Осипович Пирлинг скончался 11 февраля 1922 года в Брюсселе.

## Научная деятельность и труды
Пирлинг посвятил свою научную карьеру изучению дипломатических отношений между Россией и Святым Престолом с середины XV до начала XIX века. Его исследования основывались на материалах Ватиканского архива, Венецианского государственного архива, Архива конгрегации Пропаганды веры и российских архивов. Он вёл обширную переписку с историками, включая российских учёных: Н. П. Барсукова, С. А. Белокурова, В. А. Бильбасова, Е. Ф. Шмурло и др., получая от них работы и направляя запросы в архивы. Значительную часть собранных документов Пирлинг публиковал в виде приложений к своим исследованиям или как отдельные издания.
Основным трудом Пирлинга является пятитомное исследование La Russie et le Saint-Siège: Études diplomatiques, изданное в Париже в 1896—1912 годах. Первый том был переведён на русский язык и опубликован в 1912 году под названием «Россия и папский престол». Работа охватывает ключевые события русской истории, включая Флорентийский собор (1439—1442), брак Ивана III и Софьи Палеолог, миссию Антонио Поссевино (1581—1582), Смутное время и деятельность Лжедмитрия I. Среди других значимых работ:
- Un nonce du Pape en Moscovie (Париж, 1884) — исследование миссии Антонио Поссевино[15].
- Rome et Démétrius (Париж, 1890) — анализ роли Лжедмитрия I в отношениях с Римом[16].
- La Russie et l’Orient. Mariage d’un Tsar au Vatican (Париж, 1891; русский перевод: СПб, 1892) — о браке Ивана III и Софьи Палеолог[17].
- Dmitri dit le Faux et les Jésuites (Париж, 1913) — о связях Лжедмитрия с иезуитами[18].

Его работы получили признание в России и за рубежом, публиковались в журналах, таких как «Русская старина», и выходили отдельными сборниками.

## Наследие
С 1877 по 1922 год Пирлинг был хранителем Славянской библиотеки, превратив её в одно из крупнейших славистических собраний Европы. В 1901 году библиотека была перевезена из Парижа в Брюссель, в 1923 году возвращена в Париж, а в 1982 году объединена с Центром русских исследований в Мёдоне. В 2002 году её архив разделили: личные фонды Пирлинга переданы в Архив французской провинции Общества Иисуса в Ванве, а рабочие материалы — в библиотеку им. Дидро в Лионе.
Труды Пирлинга заложили документальную основу для изучения русско-ватиканских отношений, введя в научный оборот множество новых источников. Его деятельность способствовала развитию Славянской библиотеки как центра славистики. Он был избран членом-корреспондентом Краковской академии наук в 1894 году и удостоен звания доктора honoris causa Юрьевского университета в 1902 году. В 1903 году его кандидатура рассматривалась на должность учёного корреспондента Императорской академии наук в Риме, но не была утверждена из-за католической принадлежности.